# O Ritual dos Chrysântemos
O Ritual dos Chrysântemos é o romance de estreia de Celso Kallarrari, publicado em 2013. 

## Sinopse
Trata-se de um romance pós-moderno, multifacetado, composto de vários gêneros que dialogam entre si. É, segundo Santos (2014), “uma obra que não se acha acabada, fechada; ao contrário, nela, abrem-se portas para significativos aspectos de leituras. Um desses aspectos, por intermédio do qual é possível fazer-se uma leitura, é o trágico moderno. Há, nas malhas do texto, distribuídas em três partes — Preambula, Cenarius e Epiloga —, vozes que se conflitam, que se digladiam. Personagens são construídas em meio a uma sociedade envolta em crises e atitudes transgressoras [...] com a própria escrita do texto, cujos fios entrelaçados nem sempre colocam à mostra os caminhos a serem percorridos pelo leitor” (p. 114).
Recebeu opiniões positivas da crítica acadêmica.
O narrador nos dá pistas, pistas que também nos confundem, que nos levam para suposições que, mais tarde, no decorrer da leitura, vamos ter que mudar, porque ele nos desorienta. Ele é um narrador que, ao invés de nos orientar, numa sequência lógica de acontecimentos, nos desorienta, nos põe dúvidas, incertezas, exigindo um leitor treinado, copartícipe. [...] Outra questão que é muito importante nO Ritual dos Chrysântemos, na sua condição de textum, é o jogo de significações. O romance desenvolve-se dentro de um contexto de complexidade profunda como se fosse uma "quase" leitura do Brasil, ou melhor de uma leitura do Brasil. Não aquela que nos apresentam diversas etnias que se dão as mãos e se fundem harmoniosamente, cuja imagem é de um país maravilhoso. No romance em questão, os personagens protagonistas são, entretanto, frutos de uma mistura de etnias, que se fundem em meio ao jogo complexo das diferenças e, por isso, conflituosas (p. 66-67). 
Em 2015, recebeu a comenda do "Prêmio Excelência e Qualidade Brasil", na categoria "Mérito Cultural em Destaque Literário", da empresa Braslíder, “a título de reconhecimento pela valorosa contribuição à cultura brasileira, cuja temática versa sobre a perda de identidade, suicídio indígena e conflitos étnico-culturais contemporâneos”.

## Prêmios
Prêmio Mérito Cultural pela Associação Brasileira de Liderança, São Paulo, 2015.